# Kup Krešimira Ćosića 2013./14.
Kup Krešimira Ćosića za 2013./14. je dvadeset i treće izdanje ovog natjecanja, kojeg je drugi put u povijesti osvojila zagrebačka Cedevita.

## Rezultati

### Prvi krug
| klub1                           | rezultat | klub2                  |
| ------------------------------- | -------- | ---------------------- |
| Gorica (Velika Gorica)          | 75:70    | Križevci               |
| Jolly Jadranska banka Šibenik   | 89:83    | Slavonski Brod         |
| Ribola Kaštela (Kaštel Sućurac) | 99:68    | Vrijednosnice OS Darda |

### Drugi krug
| klub1                           | rezultat | klub2                         |
| ------------------------------- | -------- | ----------------------------- |
| Šibenik                         | 65:53    | Jolly Jadranska banka Šibenik |
| Ribola Kaštela (Kaštel Sućurac) | 89:74    | Alkar (Sinj)                  |
| Split                           | 84:86    | Kvarner 2010 (Rijeka)         |
| Zabok                           | 83:67    | Gorica (Velika Gorica)        |

### Četvrtzavršnica
| klub1                           | rezultat | klub2             |
| ------------------------------- | -------- | ----------------- |
| Zabok                           | 73:79    | Cedevita (Zagreb) |
| Zagreb                          | 80:79    | Šibenik           |
| Kvarner 2010 (Rijeka)           | 74:79    | Cibona (Zagreb)   |
| Ribola Kaštela (Kaštel Sućurac) | 56:93    | Zadar             |

### Final Four
Igra se 26. i 27. veljače 2014. u Zagrebu u Dvorani II Doma sportova.
| klub1             | rezultat      | klub2         |
| poluzavršnica     | poluzavršnica | poluzavršnica |
| ----------------- | ------------- | ------------- |
| Cibona (Zagreb)   | 84:87         | Zagreb        |
| Cedevita (Zagreb) | 82:70         | Zadar         |
|                   |               |               |
| završnica         |               |               |
| Cedevita (Zagreb) | 86:68         | Zagreb        |

## Poveznice
- A-1 HKL 2013./14.
- A-2 Hrvatska košarkaška liga 2013./14.
- C Hrvatska košarkaška liga 2013./14.